# Ondata di freddo e nevicata del febbraio 1956
La nevicata del 1956 e la relativa ondata di freddo rappresentano un evento meteorologico di particolare rilevanza ed eccezionalità storica per dimensioni del fenomeno che colpì il continente europeo e l'Italia nell'inverno di quell'anno.
Nel mese di febbraio di quell'anno un'ondata eccezionale di freddo investì buona parte dell'Europa e dell'Italia, coprendola di neve e gelo con un'intensità tale da essere definita la "nevicata del secolo": costituì infatti l'evento nevoso più marcato e pesante dai tempi dell'inverno del 1929 per tutta la penisola, e i successivi fenomeni del gennaio 1985 e 1986, non meno rilevanti, non ne eguagliarono comunque l'estensione temporale e geografica.

## Le cause e la durata del fenomeno
Le principali variabili climatiche responsabili dell'evento consistettero nella discesa di un forte impulso gelido dalle alte latitudini (che determinò il raffreddamento iniziale in Europa settentrionale), nella formazione di un potente blocco anticiclonico sulla Scandinavia, e nella formazione di una depressione mediterranea chiusa, alimentata da aria polare proveniente dal nocciolo freddo europeo.
Questo insieme di fenomeni creò una situazione difficilmente ripetibile, in quanto è molto rara la coincidenza di tutte le variabili. Interessante anche notare come tutto avvenne senza episodi di riscaldamento stratosferico (stratwarming), di solito principali responsabili di repentini quanto intensi raffreddamenti dell'Europa centrale (1985, 1963).
Tale fenomeno ebbe anche una durata e intensità molto significativa, avendo inizio il 27 gennaio 1956 (quando un potente ammasso di aria fredda in quota e al suolo si staccò dalle alte latitudini per scendere verso la Scandinavia) raggiungendo in capo a due giorni la Svezia, la Finlandia, e poi vaste zone d'Europa, compresa l'Italia, che non uscì dalla morsa del gelo fino al 20 febbraio.

## In Italia

La nevicata del 1956 a Roma.

Alcuni sacerdoti scherzano durante la nevicata del 1956.

La fase critica in Italia inizia il 1º febbraio 1956 ed il 2 febbraio la Pianura Padana è sotto l'isoterma -15 °C a 850 hPa, mentre la -25 °C arrivò alle Alpi e bufere di neve interessano tutto il nord con particolare violenza in Toscana ed in Emilia-Romagna. Il freddo fu intenso non solo al suolo ma anche in quota, con l'isoterma di -35 °C a 500 hPa che raggiunse Roma, responsabile di una nevicata divenuta storica. Anche la Sardegna fu interessata da bufere di neve su tutta la regione fin sulle zone costiere.
Già il 4 febbraio tutte le precipitazioni, in atto su buona parte dell'Italia, erano oramai nevose, e nuovi impulsi gelidi sulle regioni adriatiche (-40 °C a 500 hPa) raggiunsero il loro massimo il 7 febbraio, quando un potente nucleo gelido in quota colpì le regioni meridionali.
Bufere e temperature gelide, gelo e neve flagellarono queste regioni 
anche il giorno successivo, quando un nuovo minimo depressionario fra la Corsica e la Toscana provocò ancora intense nevicate a Roma, su tutto il centrosud peninsulare e sulle Isole maggiori.
In quei giorni diverse nevicate con accumuli si spingono fin sulle coste siciliane. A Palermo le temperature minime scesero fino a 0 °C e la città venne imbiancata diverse volte da alcuni cm di neve. Nevicate interessarono anche le coste meridionali della Sicilia e la stessa isola di Lampedusa.

Il 13 febbraio giunsero nuove correnti gelide dalla valle del Rodano determinando temperature rigidissime in quota che avvolsero tutto il nord e determinarono intense nevicate che colpirono particolarmente le Marche, l'Umbria, la Toscana e la Sardegna, spostandosi il giorno successivo verso il sud, mentre il gelo dominava sulle regioni centro settentrionali.
Il 15 febbraio ad Anzola dell'Emilia la temperatura minima scese a -26,2 C°, dato che risulta il valore ufficiale nazionale italiano più basso registrato in località di pianura. 
Gelo e precipitazioni insistettero ancora nei giorni successivi e nuove nevicate si ripeterono in particolare il 18 febbraio su tutto il centronord, ma nuovamente anche a Roma: la neve continuò fino al 20 febbraio.

## Alcune temperature del periodo
In quei giorni si toccarono temperature eccezionalmente rigide, come si evince dal seguente parziale elenco:
| Località                              | Giorno      | °C    |
| Plateau Rosà                          | 11 febbraio | -34,0 |
| San Valentino alla Muta (Passo Resia) | 11 febbraio | -28,2 |
| Dobbiaco                              | 3 febbraio  | -27,4 |
| Passo Rolle                           | 15 febbraio | -24,2 |
| Paganella                             | 15 febbraio | -23,3 |
| Tarvisio                              | 15 febbraio | -22,4 |
| Monte Cimone                          | 3 febbraio  | -21,8 |
| Torino Caselle                        | 12 febbraio | -21,8 |
| Bergamo                               | 15 febbraio | -20,1 |
| Vicenza                               | 15 febbraio | -18,6 |
| Verona                                | 15 febbraio | -18,4 |
| Milano-Malpensa                       | 13 febbraio | -17,8 |
| L'Aquila                              |             | -17,8 |
| Monte Terminillo                      | 4 febbraio  | -17,2 |
| Passo della Porretta                  | 15 febbraio | -16,9 |
| Piacenza                              | 15 febbraio | -16,7 |
| Treviso                               | 10 febbraio | -16,6 |
| Monte Bisbino                         | 11 febbraio | -16,5 |
| Bolzano                               | 15 febbraio | -15,6 |
| Milano-Linate                         | 16 febbraio | -15,6 |
| Passo della Cisa                      | 15 febbraio | -15,6 |
| Padova                                | 16 febbraio | -15,4 |
| Passo dei Giovi                       | 16 febbraio | -14,8 |
| Rifredo Mugello                       | 3 febbraio  | -14,8 |
| Brescia                               | 3 febbraio  | -14,6 |
| Trieste                               | 10 febbraio | -14,6 |
| Aviano                                | 16 febbraio | -14,4 |
| Bologna                               | 14 febbraio | -14,4 |
| Rimini                                | 16 febbraio | -14,2 |
| Ravenna-Punta Marina                  | 15 febbraio | -14,0 |
| Ferrara                               | 16 febbraio | -12,8 |
| Torino-Bric della Croce               | 10 febbraio | -12,8 |
| Pescara                               | 17 febbraio | -12,6 |
| Monte Scuro                           | 8 febbraio  | -12,2 |
| Firenze                               | 16 febbraio | -11,4 |
| Pisa                                  | 15 febbraio | -11,2 |
| Venezia-San Nicolò                    | 10 febbraio | -11,1 |
| Albenga                               | 15 febbraio | -11,0 |
| Mondovì                               | 11 febbraio | -10,8 |
| Frontone                              | 15 febbraio | -10,0 |
| Trevico                               | 5 febbraio  | -9,8  |
| Grosseto                              | 16 febbraio | -9,5  |
| Fonni                                 | 3 febbraio  | -9,4  |
| Latronico                             | 9 febbraio  | -9,0  |
| Potenza                               | 9 febbraio  | -8,4  |
| Monte Sant'Angelo                     | 8 febbraio  | -8,2  |
| Crotone                               | 9 febbraio  | -7,7  |
| Prizzi                                | 8 febbraio  | -7,2  |
| Roma-Ciampino                         | 16 febbraio | -6,9  |
| Bracciano-Vigna di Valle              | 16 febbraio | -6,5  |
| Genova                                | 10 febbraio | -6,1  |
| Catania                               | 6 febbraio  | -5,6  |
| Enna                                  | 7 febbraio  | -5,4  |
| Roma-Urbe                             | 16 febbraio | -5,4  |
| Napoli                                | 9 febbraio  | -4,5  |
| Termoli                               | 16 febbraio | -3,4  |
| Cagliari                              | 3 febbraio  | -3,2  |
| Guardiavecchia                        | 4 febbraio  | -3,0  |
| Alghero                               | 4 febbraio  | -2,5  |
| Bari Palese                           | 15 febbraio | -2,0  |
| Capo Palinuro                         | 9 febbraio  | -2,0  |
| Lecce Galatina                        | 9 febbraio  | -1,9  |
| Brindisi                              | 9 febbraio  | -1,6  |
| Capo Bellavista                       | 3 febbraio  | -1,5  |
| Isola di Capri                        | 8 febbraio  | -1,5  |
| Santa Maria di Leuca                  | 9 febbraio  | -1,4  |
| Isola di Ponza                        | 8 febbraio  | -0,5  |
| Capo Carbonara                        | 3 febbraio  | -0,4  |
| Messina                               | 9 febbraio  | 0,0   |
| Palermo                               | 8 febbraio  | 0,0   |
| Cozzo Spadaro                         | 9 febbraio  | +0,1  |
| Pantelleria                           | 3 febbraio  | +0,4  |
| Ustica                                | 9 febbraio  | +0,5  |

## Citazioni della nevicata
A Roma si verificarono delle nevicate che, per intensità e durata, rimasero storiche: nevicò il 2, il 9, il 18 e il 19 febbraio; per quattro giorni consecutivi le temperature rimasero sotto lo zero; il 12 febbraio si registrò una nevicata di ben 12 cm.
Questo evento è stato ricordato nelle canzoni Nevicava a Roma, interpretata da Renato Rascel e da Pio al Festival di Sanremo 1970, e La nevicata del '56 di Carla Vistarini su musica di Luigi Lopez e Massimo Cantini, interpretata da Mia Martini al Festival di Sanremo 1990, dove vinse il Premio della Critica (Franco Califano adattò il testo per la sua versione al maschile e la incise qualche mese dopo).